# توافقية رجعية

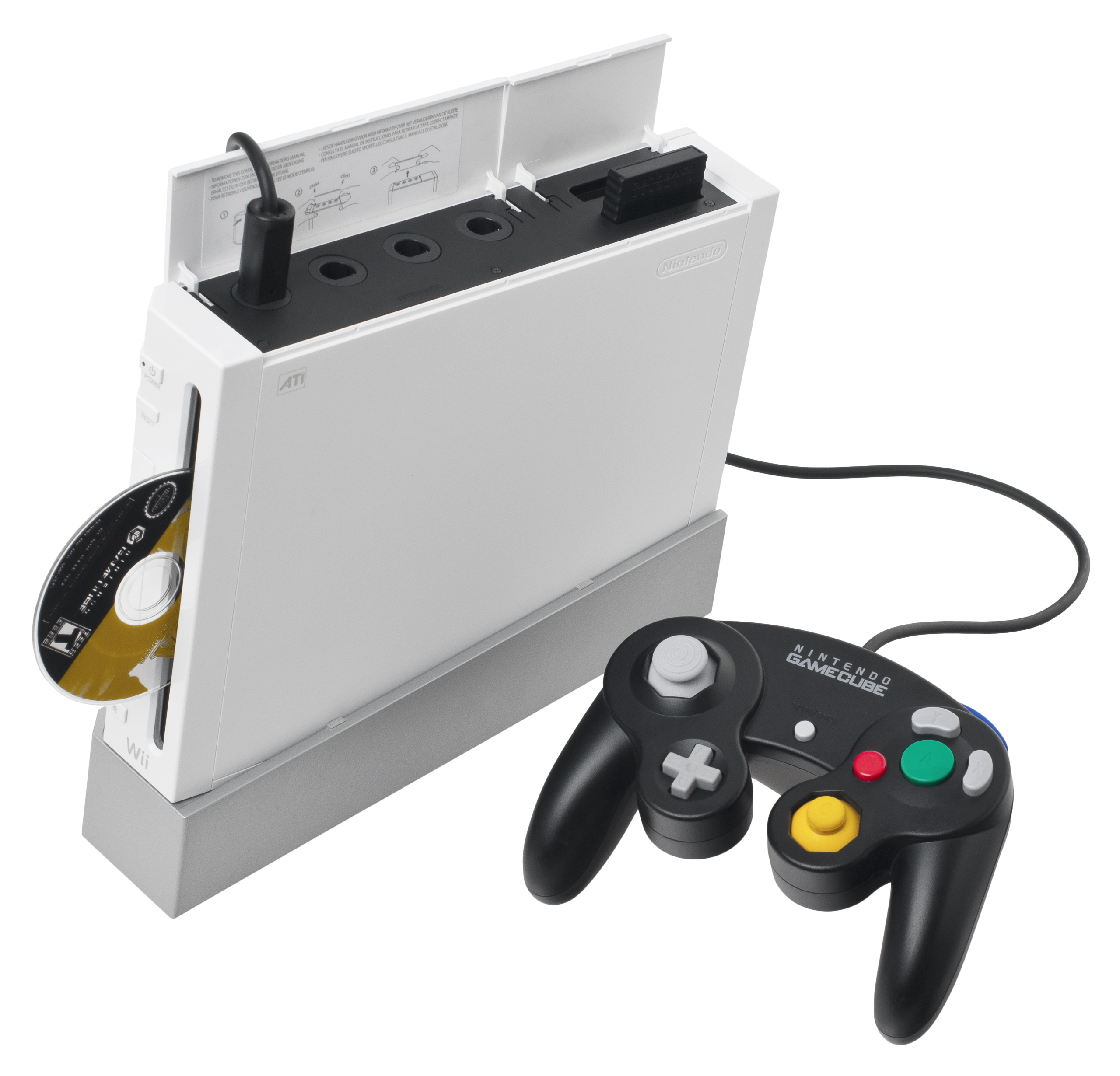
جهاز نينتندو وي، يوفر أنظمة تشغيل سابقة عن طريق المتجر الإلكتروني.

التوافقية الرُّجوعية (بالإنجليزية: Backward compatibility)‏ هي خاصيّة في نظام أو منتج أو تكنولوجيا تسمح بالتشغيل المشترك للإصدارات الحالية مع إصدارات قديمة، وتُستخدم بشكلٍ خاص في الاتصالات البعادية والحوسبة.